# Cineflex

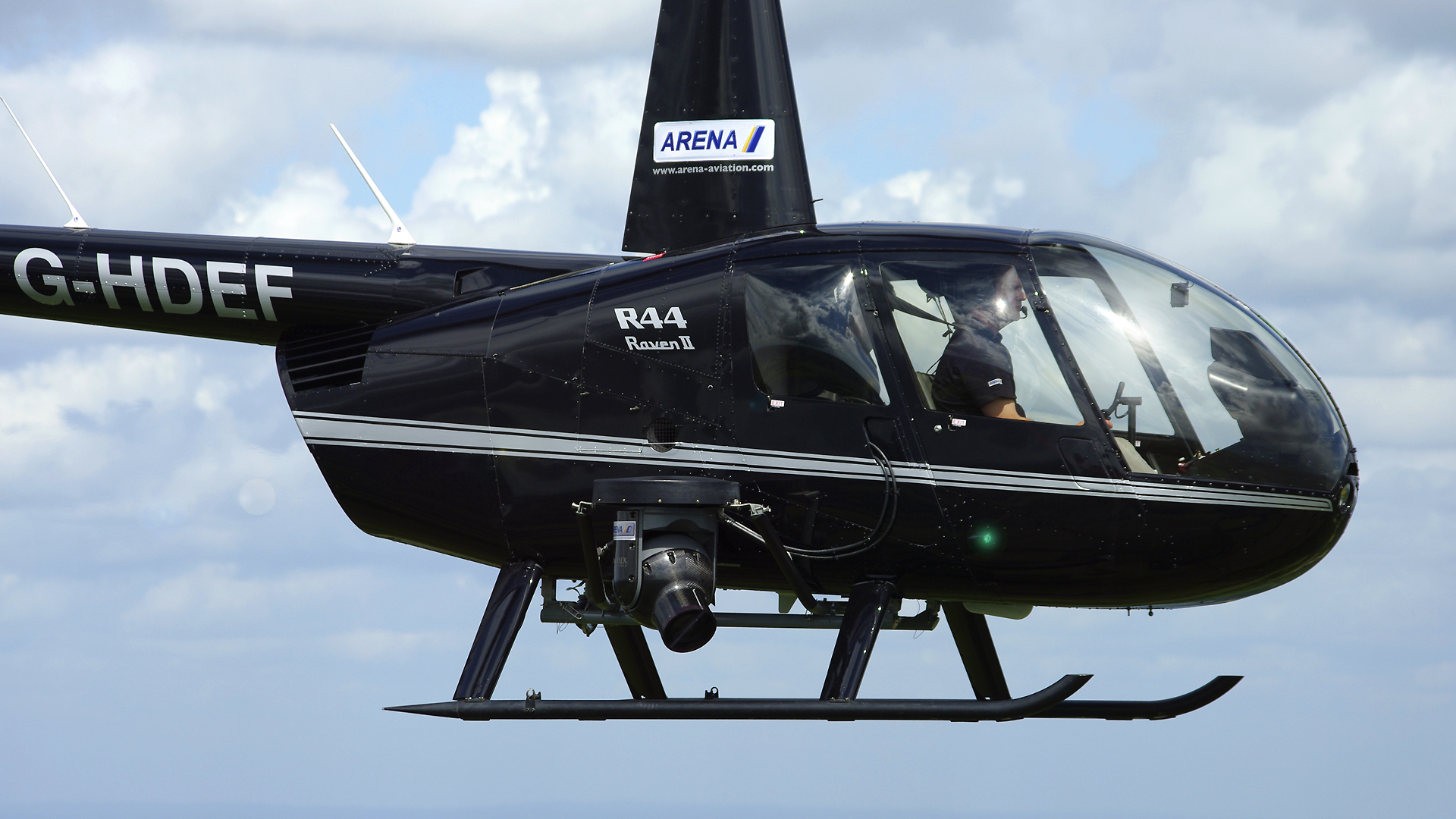
Hubschrauber mit Cineflex-Kamera (2009)

Cineflex ist ein kreiselstabilisiertes Kamerasystem von General Dynamics.
Die Stabilisierung der Kamerahalterung in fünf Achsen ermöglicht es, wackelfreie Filmaufnahmen von Helikoptern oder 
Drohnen aus zu machen.
Die Technik stammt aus einer Entwicklung der Central Intelligence Agency. Unter anderem der Camcopter S-100 ist mit Cineflex ausgestattet.

## Bekannte Filme
Die nachfolgenden Filme wurden mit Cineflex-Kameras gemacht:
- Die Alpen – Unsere Berge von oben
- The Art of Flight
- Bavaria – Traumreise durch Bayern
- Der Südwesten von oben
- Die Nordsee von oben
- Home (Dokumentarfilm)
- Österreich: Oben und Unten
- Rheingold – Gesichter eines Flusses
- Unsere Erde – Der Film